# Ianduba abara
Ianduba abara is een spinnensoort uit de familie van de loopspinnen (Corinnidae).
De wetenschappelijke naam van de soort werd in 2007 gepubliceerd door Alexandre Bragio Bonaldo & Antonio Domingos Brescovit.